# Еми Кларк
Мери Елизабет Кларк (на английски: Mary Elizabeth Clarke, родена на 25 септември 1991 г.), по-известна като Еми Кларк, е американска актриса. Псевдонимът ѝ Еми идва от инициалите ѝ.

## Биография
Родена е в Миниола, САЩ. На едногодишна възраст се премества с родителите си в Хюстън, Тексас. На 6 години се премества в Уокинг, Англия, където учи, преди да се премести в Ню Йорк на 11-годишна възраст.
Първата ѝ роля е във филма „Моята къща в Умбрия“ през 2003 г., за което тя печели награда за „най-добро изпълнение в телевизионен филм – подкрепа за млада актриса“ Young Artist през 2004 г.
Участва в сериала „Монк“, започвайки от 3 сезон в епизода „Г-н Монк и червената херинга“, в ролята на дъщерята на асистентката Натали на Ейдриън Монк. Тя участва и във филма Fur през 2006 г.

## Филмография

### Филми
| Филми  | Филми              | Филми        | Филми |
| Година | Заглавие           | Роля         |       |
| ------ | ------------------ | ------------ | ----- |
| 2003   | My house in Umbria | Aimee        |       |
| 2006   | Capture the Flag   | Liz Shanlick |       |
| 2006   | Fur                | Grace Arbus  |       |

### Телевизия
| Сериали     | Сериали  | Сериали        | Сериали       |
| Година      | Заглавие | Роля           | Епизоди       |
| ----------- | -------- | -------------- | ------------- |
| 2005 – 2009 | Монк     | Julie Teeger   | 24 Епизода    |
| 2010        | The Line | Jessie Donovan | Епизод: Pilot |